# Félix Couchoro
Félix Couchoro (n. 1900 - d. 1968) a fost un scriitor și jurnalist togolez.